# 二ノ宮神社古墳
二ノ宮神社古墳（にのみやじんじゃこふん）とは、岐阜県各務原市鵜沼西町にある円墳。
古墳時代後期（6世紀後半）築造されたと考えられる。
墳丘がそのまま神社（二ノ宮神社）の境内になっており、奥行き6メートルの横穴式石室が露出している。

## 概要
- 墳形：円墳
- 規模：
  - 全長　不明
  - 石室　横穴式石室
  - 石棺　不明

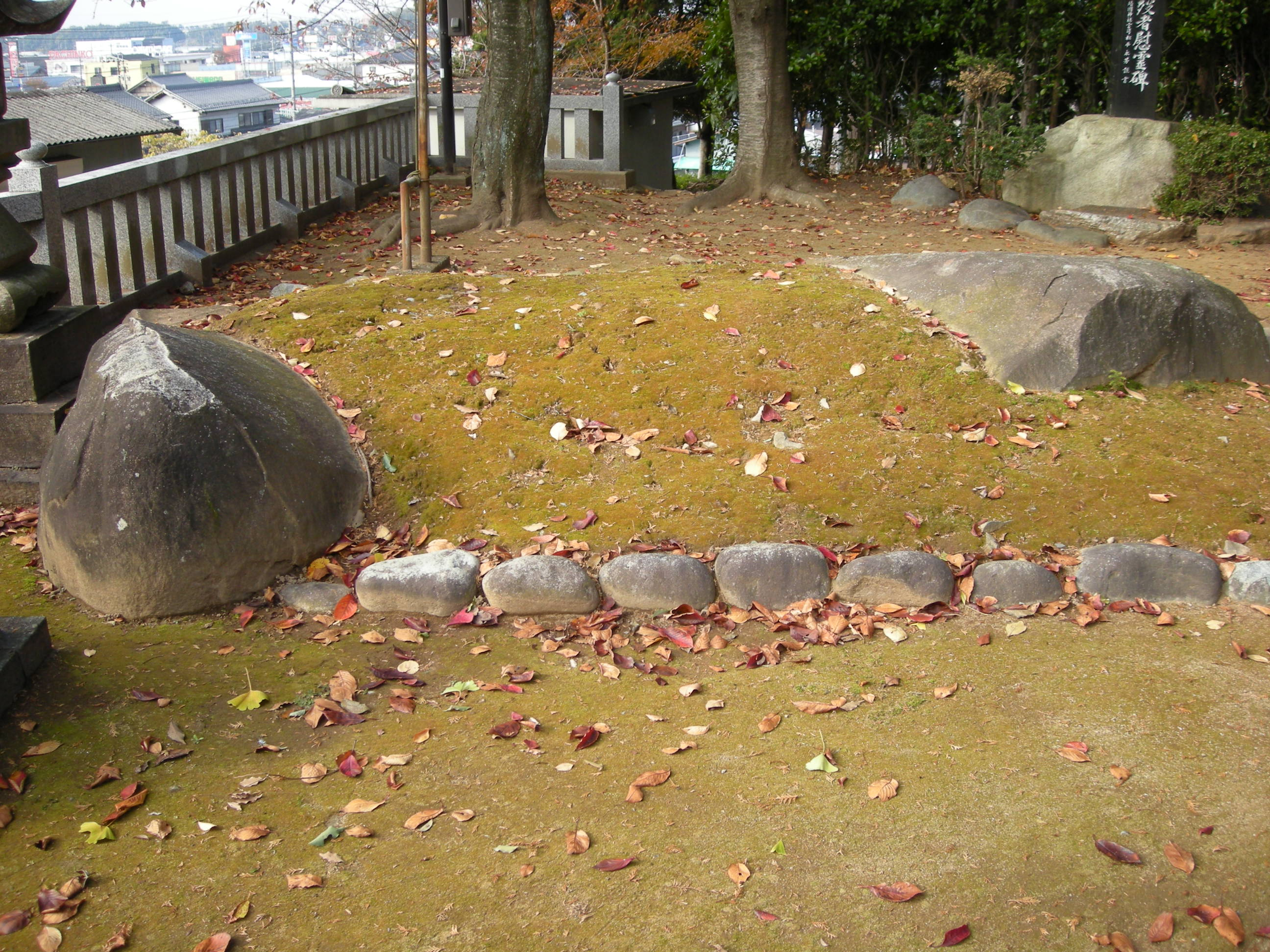
石室の天井石
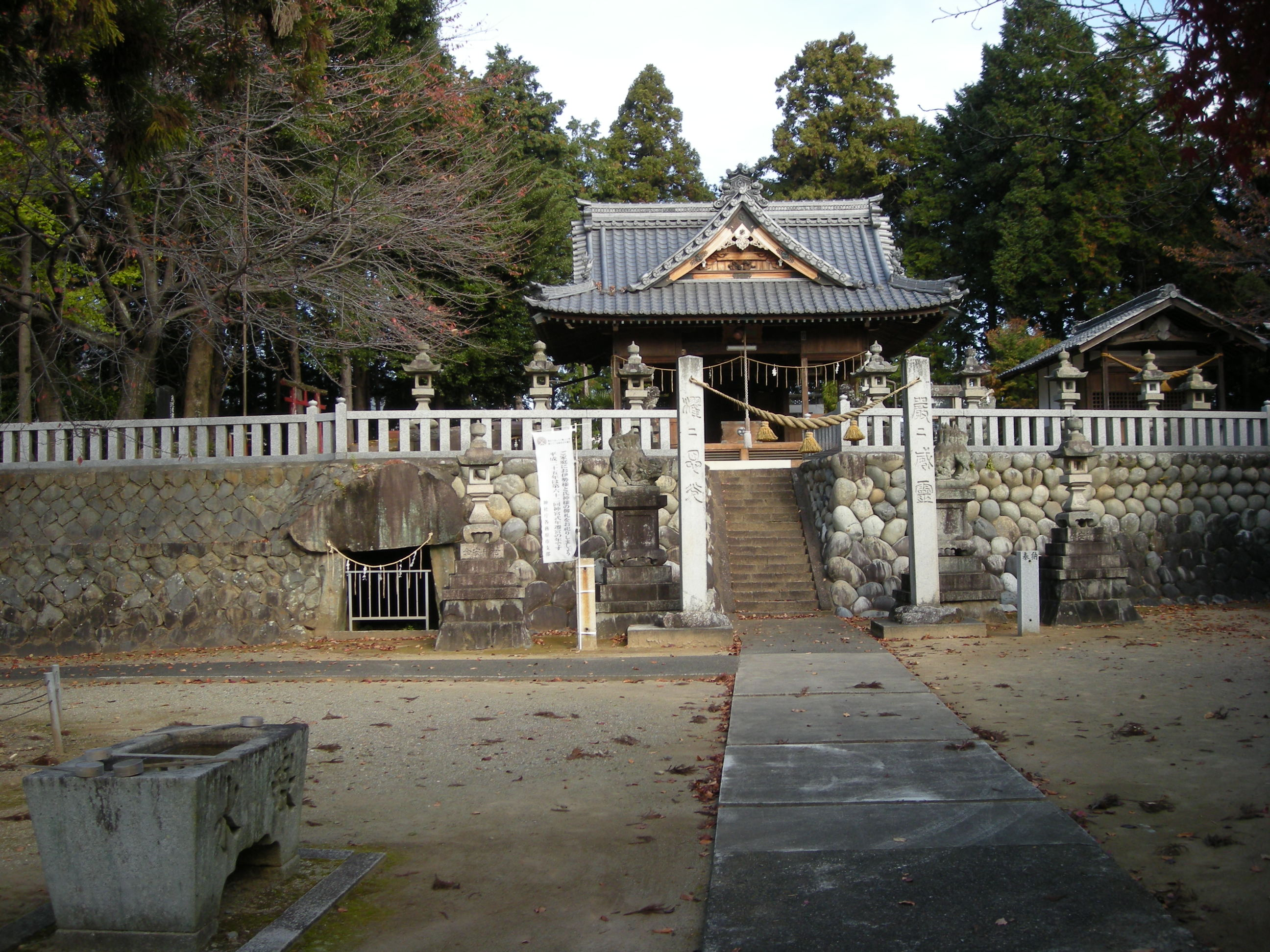
二ノ宮神社

## 所在地
- 岐阜県各務原市鵜沼西町1丁目136

## 交通アクセス
- 名古屋鉄道各務原線羽場駅より徒歩20分
- 名古屋鉄道各務原線鵜沼宿駅より徒歩15分